# Landschaftsschutzgebiet Westliches Lipper Bergland, Ravensberger Hügelland und Bielefelder Osning

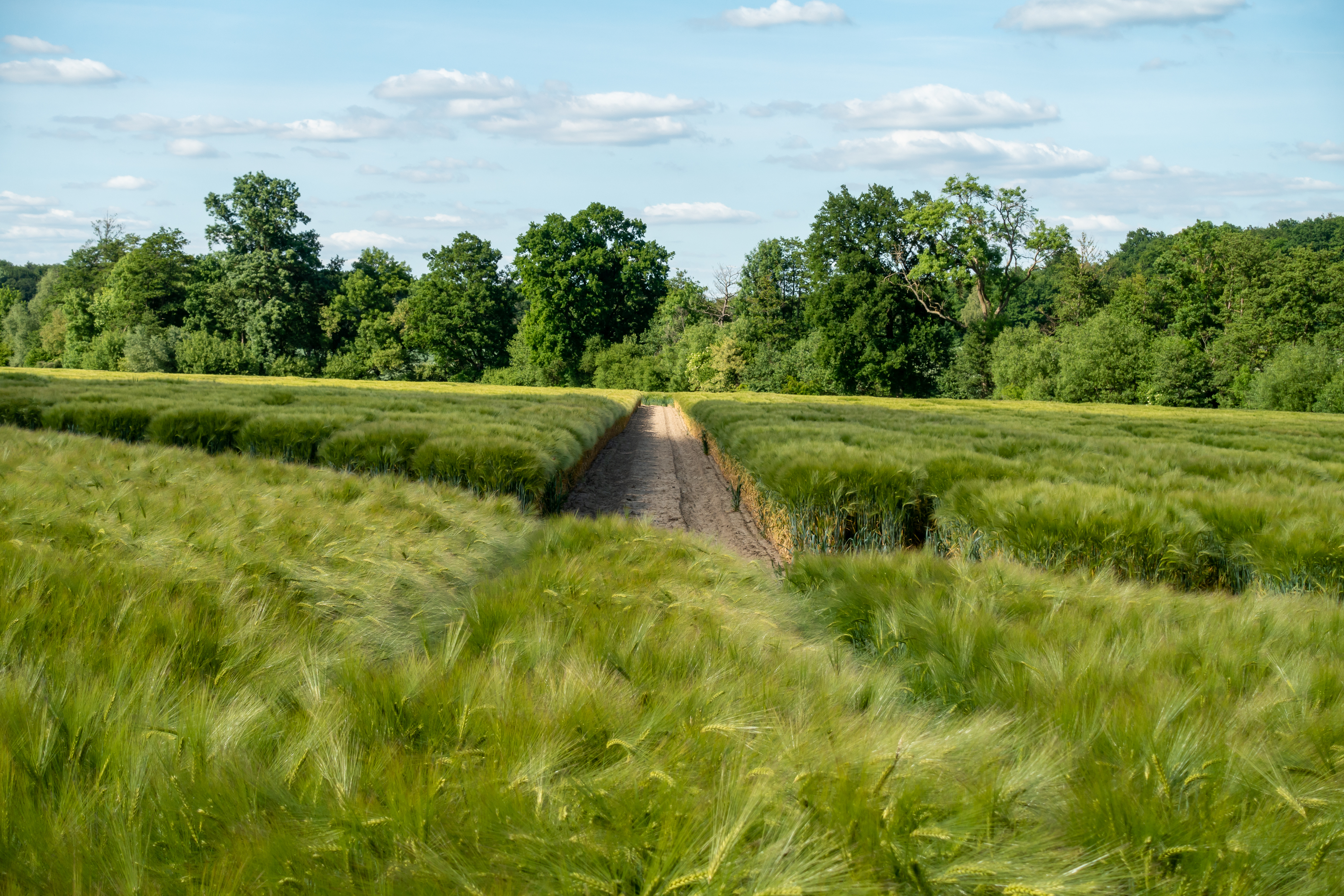
LSG Westliches Lipper Bergland, Ravensberger Hügelland und Bielefelder Osning bei Lage-Wissentrup

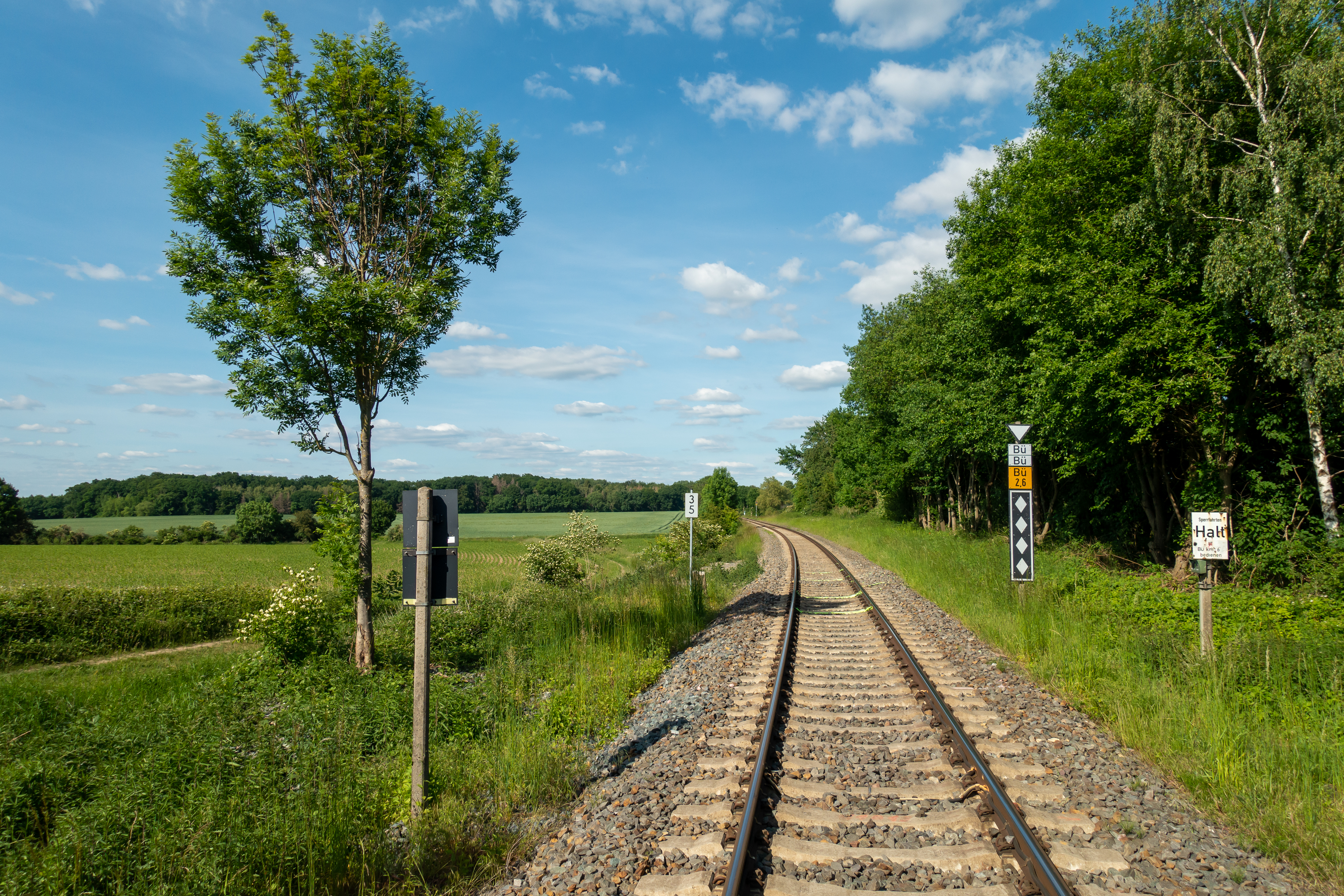
LSG mit Bahnstrecke Hameln-Lage-Bielefeld bei Lage-Wissentrup

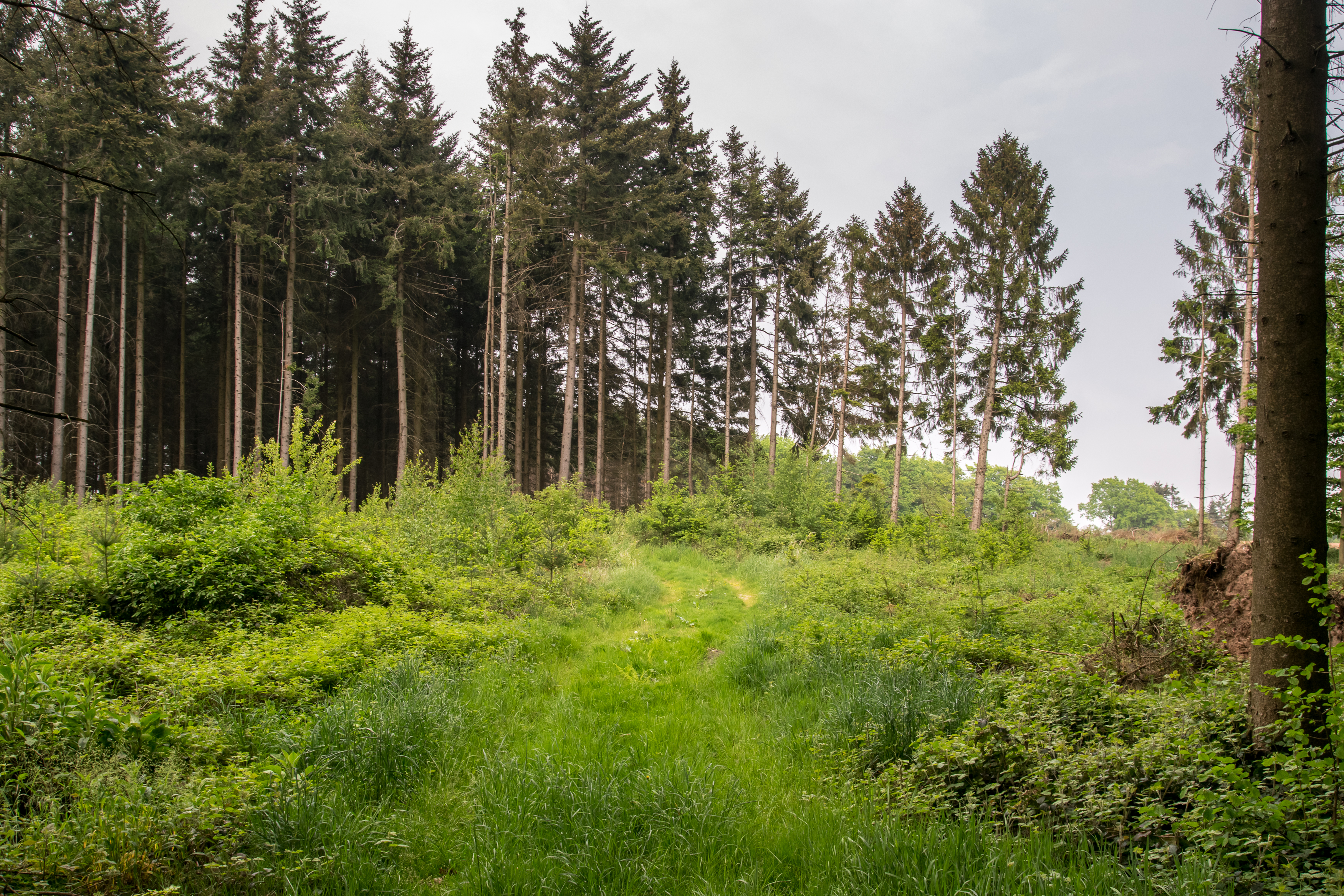
Wald im Schutzgebiet bei Lage-Heiden

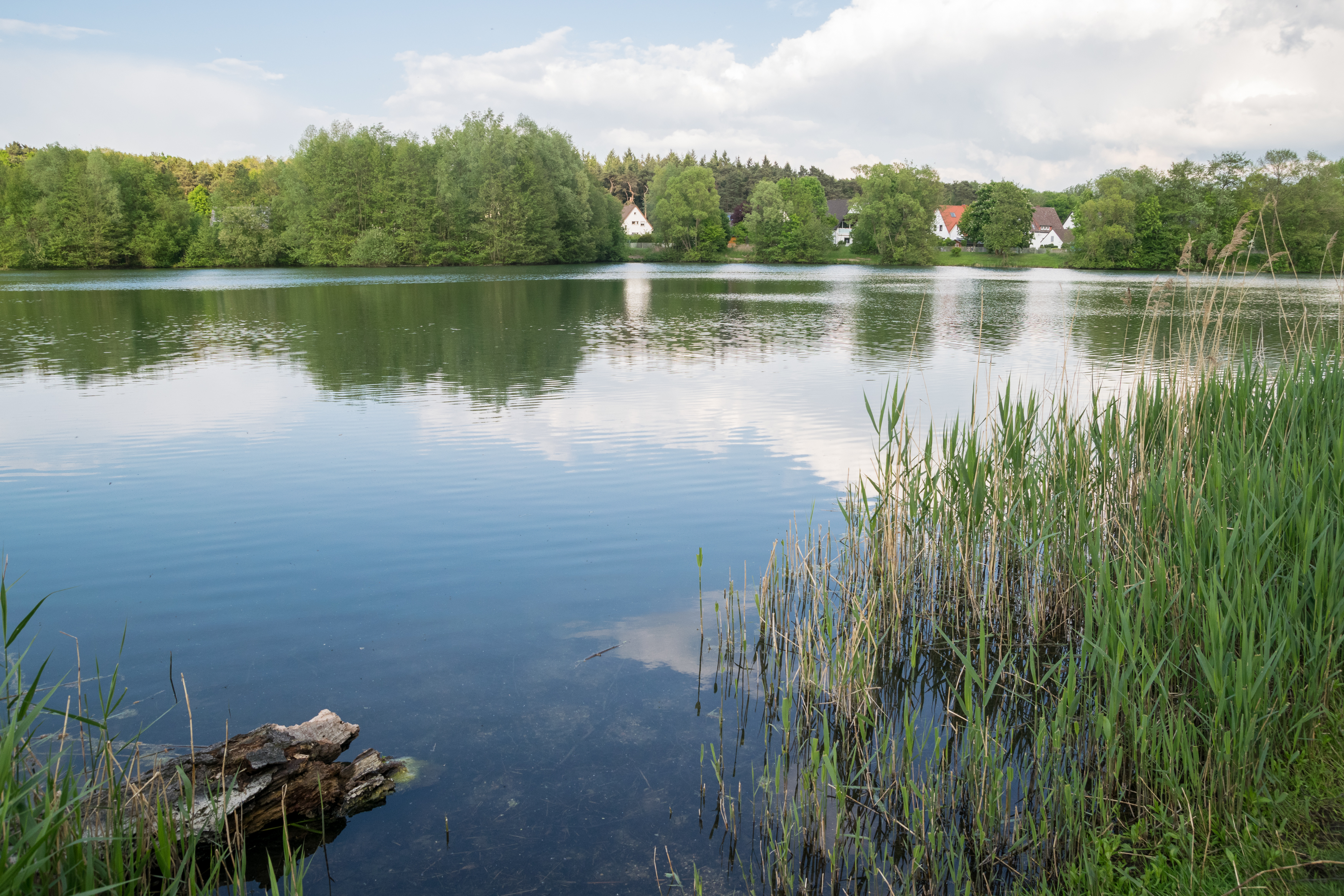
Waddenhauser See im Gebiet

Das Landschaftsschutzgebiet Westliches Lipper Bergland, Ravensberger Hügelland und Bielefelder Osning mit 4.578,47 ha Flächengröße liegt im Stadtgebiet Lage. Es wurde 2006 mit dem Landschaftsplan Lage durch den Kreistag des Kreises Lippe als Landschaftsschutzgebiet (LSG) ausgewiesen. Das LSG besteht aus mehreren Teilflächen und wird auch durch zahlreiche Straßen und der Bahnstrecke Hameln-Lage-Bielefeld zerschnitten.

## Beschreibung
Das LSG umfasst große Bereiche direkt angrenzend an die Bebauung von Lage. Im Schutzgebiet liegen hauptsächlich Wälder, Äcker und Grünland. Auch Gewässer wie der Waddenhauser See liegen im LSG.

## Schutzzwecke für das LSG
Laut Landschaftsplan erfolgte die Ausweisung des LSG
- „zur Erhaltung und Wiederherstellung der Leistungsfähigkeit des Naturhaushaltes mit seinen vielfältigen Funktionen Wasserschutz, Klimaschutz, Bodenschutz, Biotop- und Artenschutz,“
- „zur Erhaltung der Nutzungsfähigkeit der Naturgüter,“
- „zur Erhaltung und Entwicklung des für den Planungsraum typischen Landschaftsbildes mit seinen prägenden Tälern, naturnahen Waldbeständen, geomorphologischen Ausprägungen und gliedernden und belebenden Elementen,“
- „zur Erhaltung und Sicherung der besonderen Bedeutung des Planungsraumes für die Erholung.“[1]

## Rechtliche Vorschriften
Im Landschaftsschutzgebiet ist unter anderem das Errichten von Bauten und Fischteichen verboten. Auch Erstaufforstungen vorzunehmen oder Schmuckreisig- und Weihnachtsbaumkulturen außerhalb des Waldes anzulegen und die Oberfläche zu verändern ist verboten.